# Minke Lalkens
Minke Lalkens (Garsthuizen, 7 augustus 2000) is een  voetbalspeelster uit Nederland. Ze speelt als aanvaller voor FC Groningen in de Tweede divisie.

## Carrière
Lalkens begon haar carrière bij VV Middelstum, VV Winsum en GSVV The Knickerbockers. In 2022 stapte ze over naar Sc Heerenveen.
Op 14 juni 2022 tekende Lalkens haar eerste contract bij Sc Heerenveen.
In het seizoen 2023/24 keerde Lalkens, mede door weinig uitzicht op speeltijd bij sc Heerenveen, terug in het amateurvoetbal om voor FC Rijnvogels te gaan spelen. Hier wist ze interesse te wekken van het Belgische SV Zulte Waregem, dat haar op 10 mei 2024 contractueel vastlegde. Na een seizoen vertrok Lalkens bij de club.
In het nieuw opgerichte FC Groningen vond Lalkens haar nieuwe werkgever. Met de club komt ze uit in de Tweede divisie.

## Statistieken
| Seizoen | Club             | Land      | Competitie     | Wedstrijden | Doelpunten |
| ------- | ---------------- | --------- | -------------- | ----------- | ---------- |
| 2022/23 | sc Heerenveen    | Nederland | Eredivisie     | 0           | 0          |
| 2023/24 | sc Heerenveen    | Nederland | Eredivisie     | 0           | 0          |
| 2024/25 | SV Zulte Waregem | België    | Super League   | 0           | 0          |
| 2025/26 | FC Groningen     | Nederland | Tweede divisie | 0           | 0          |
| Totaal  | Totaal           | Totaal    | Totaal         | 0           | 0          |

Laatste update: 20 juni 2024